# Apamea rufescens
Apamea rufescens là một loài bướm đêm trong họ Noctuidae.